# Джамахирия
Джамахири́я (араб. جماهيرية‎ — «государство народных масс») — форма общественного (некоторые специалисты полагают, что государственного) устройства, отличная от монархии и республики, изложенная в Третьей всемирной теории Муаммара Каддафи, в первой части Зелёной книги.

## Описание
Слово «джамахирия» — неологизм, образованный путём замены в корне слова «джумхурия» (республика) единственного числа «джумхур» (народ) на множественное число «джамахир» (массы). С. Гафуров указывал: «Интересно отметить, что семантика слова „Джамахирия“ связана с понятиями, которые Кропоткин считал ранними формами анархизма. Например, он отмечал, что русский историк Костомаров использовал понятие „народоправство“, что вполне может быть удачным переводом арабского слова-новообразования „Джамахирия“ на русский язык».
Ливия была провозглашена джамахирией 2 марта 1977 года. Ливийская Джамахирия была упразднена 21 октября 2011 года после убийства её создателя и главного идеолога Муаммара Каддафи, однако даже после революции Ливия называлась Джамахирией вплоть до 9 января 2013 года.
В Джамахирии традиционные институты власти отменялись. Повсеместно формировались народные комитеты и народные конгрессы. Государство разделялось на множество коммун (общин), представляющих собой самоуправляемые мини-государства в государстве, обладающих всей полнотой власти в своём округе, включая распределение бюджетных средств. Управление коммуной осуществляется первичным народным конгрессом. В народный конгресс входили все члены коммуны (то есть жители коммуны). Каждый человек имел право высказать своё предложение на заседании народного комитета. Каждый участвовал в принятии решений и реализации власти. Государство представляло собой федерацию коммун. Каждый первичный народный конгресс избирал своих представителей в городской народный комитет и Всеобщий Народный Конгресс.
В государственном управлении Великой Социалистической Народной Ливийской Арабской Джамахирией участвовало всё взрослое население страны, объединённое в первичные (основные) народные конгрессы. Народные конгрессы выбирали свои исполнительные органы (народные комитеты), члены которых автоматически становились делегатами народных конгрессов провинций.
Всеобщий народный конгресс (ВНК), высший законодательный орган Великой Социалистической Народной Ливийской Арабской Джамахирии, был вправе вносить в свою повестку дня лишь вопросы, обсуждённые первичными народными конгрессами. ВНК был уполномочен избирать свой постоянный орган — Генеральный секретариат, формировать Высший Народный Комитет (правительство).
В 1988 году Всеобщим народным конгрессом была принята Великая зелёная хартия прав человека эры Джамахирии.
В системе джамахирии отсутствовал целый ряд обычных для других стран политических институтов. Так, одной из её особенностей являлся формальный запрет на деятельность вообще любых политических партий, в стране отсутствовала конституция.
Вместе с тем государственное устройство джамахирии сконструировано под явным влиянием различных теорий исламского социализма, и правовая сфера страны была частично исламизирована. Так, в 1972 году в стране были введены такие нормы шариата, как закят, запрет на ростовщичество и наказание в виде ампутации руки или ноги за разбой или кражу. В 1977 году Коран объявлен «законом общества».
Одним из более поздних экспериментов стал принятый с 1988 курс на замену регулярной армии и полиции на «вооружённый народ» и «народную милицию». В 1989 году отменены ранее существовавшие воинские звания, в 1990 году образована добровольческая «Гвардия Джамахирии». Однако эти эксперименты на практике вылились лишь в образование параллельных обычной армии силовых структур.

## Критика
Идеология джамахирии, на первый взгляд, близка к анархо-коммунистическим идеям П. А. Кропоткина Однако вместе с тем в ливийском государстве параллельно с сектором Джамахирии существовал также и так называемый «революционный сектор», образованный одновременно с учреждением Джамахирии в 1977—1979 годах с целью «разделения революции и государства» и имеющий задачу «побуждать» органы сектора Джамахирии к «осуществлению народовластия» и «поднимать общий уровень сознательности и преданности революционным идеалам».
В отличие от народных конгрессов, «революционный сектор» был представлен невыборными лицами, назначаемыми сверху. «Революционные комитеты» («ревкомы») в отдельных населённых пунктах, военных частях, учебных заведениях и т. д. контролировали соответствующие местные органы сектора Джамахирии, имея, в том числе, карательные функции и собственные полувоенные формирования («шок-группы» ревкомов, «гвардия Джамахирии», «войска отпора»). Помимо прочих задач, ревкомы занимались также наблюдением за общественным мнением и слежкой, к которой было привлечено от 10 до 20 % населения Ливии.
Ревкомы на местах, в свою очередь, подчинялись своему Центральному комитету, управляемому «Революционным руководством» во главе с Лидером Революции Муаммаром Каддафи. Таким образом, хотя формально власть в стране и принадлежала народу, а никакого главы государства не существовало, реальная власть принадлежала невыборным ревкомам, а сам Муаммар Каддафи, хотя его положение в государстве и полуофициально, фактически имел в руках абсолютную власть. Как «Лидер Революции», Муаммар Каддафи никем не избирался и никому не был подотчётен. В целом ключевую роль в государстве играло именно «Революционное Руководство».
Выборы во Всеобщий народный конгресс были также подконтрольны ревкомам; кроме того, ВНК не имел права законодательной инициативы и был обязан лишь обсуждать предложения, выдвинутые нижестоящими народными конгрессами под контролем ревкомов. Кроме того, Лидер Революции имел право наложить вето на решения ВНК. Всеобщий народный конгресс был уполномочен формировать Высший Народный Комитет (правительство) также только по представлению «Революционного руководства».
По мнению некоторых исследователей, хотя в Ливии и были запрещены любые политические партии, в реальности «революционный сектор» играл роль, полностью аналогичную роли правящей партии в однопартийных системах.